# Domplatz (Güstrow)

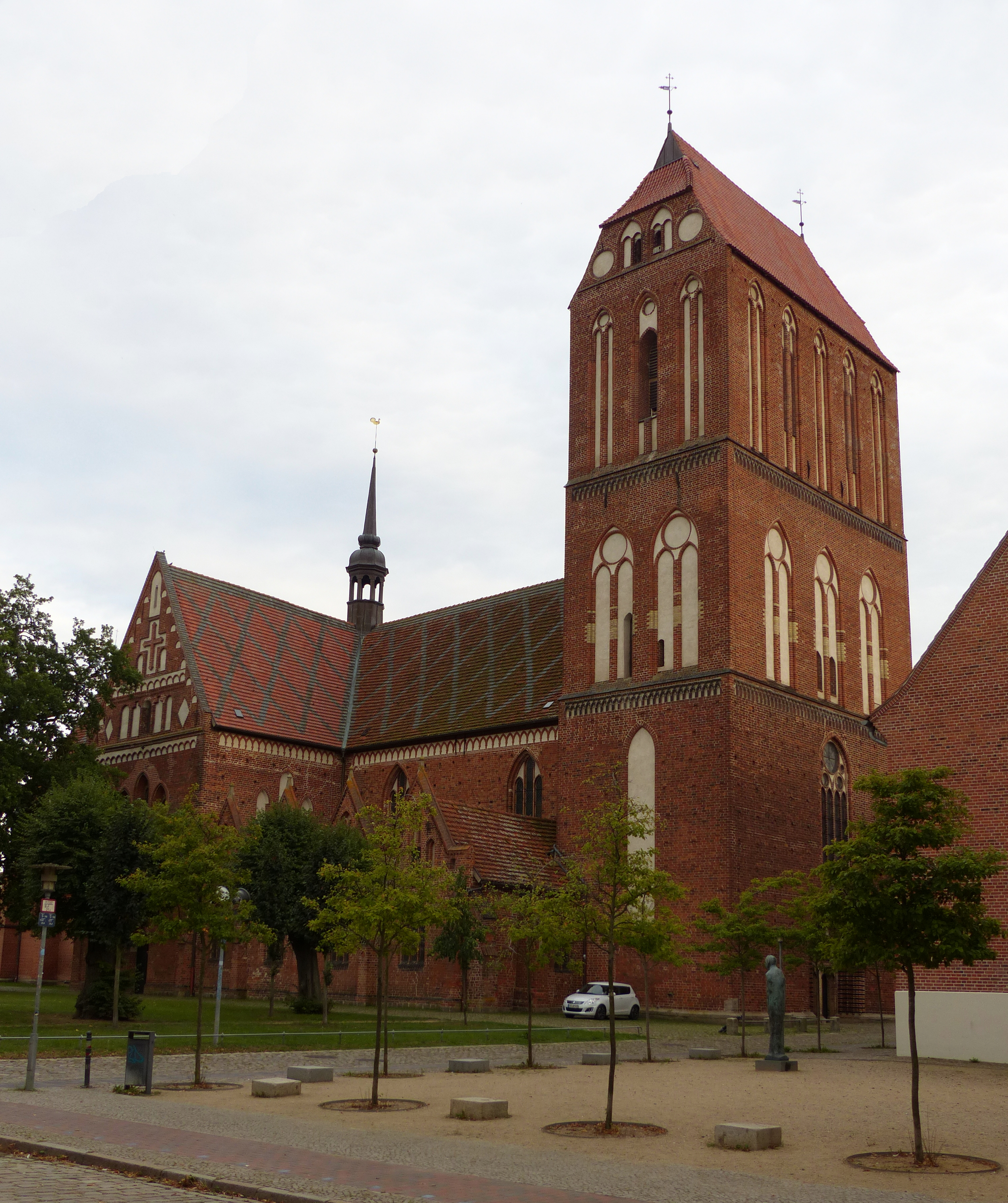
Güstrower Dom

Der historische Domplatz in Güstrow in der Altstadt liegt südwestlich vom Stadtzentrum.

## Nebenstraßen

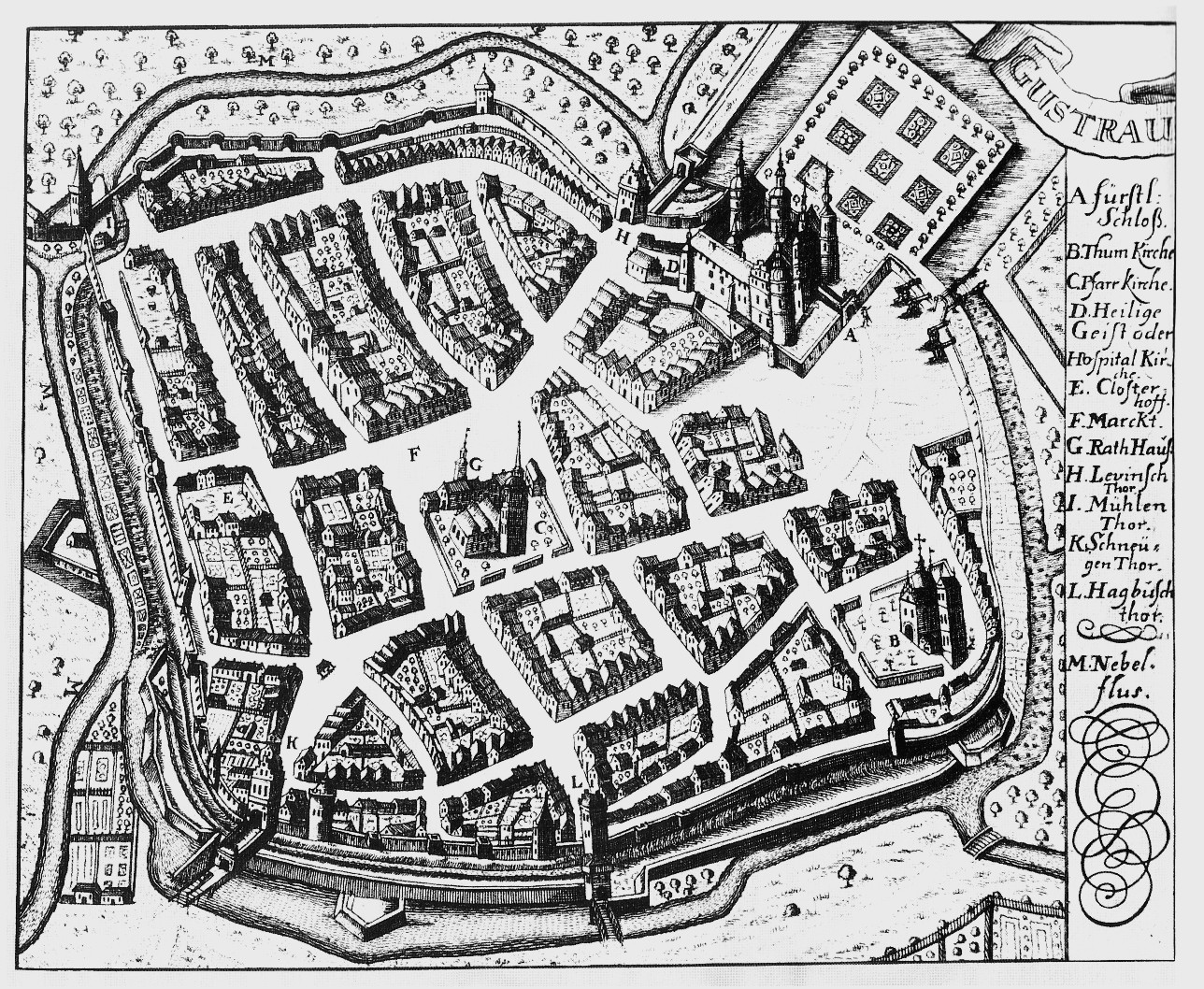
Güstrow 1706: Dom unten rechts

Die Nebenstraßen und Anschlussstraßen wurden benannt als Schulstraße nach dem Schulstandort, Kerstingstraße nach dem Maler der Romantik Georg Friedrich Kersting (1785–1847), Philipp-Brandin-Straße nach dem niederländischen Architekten (Domschule, Lühesches Palais) und Bildhauer (Epitaphe im Dom) der Renaissance Philipp Brandin (1535–1594) und Am Wall nach dem Wall der Befestigungsanlage mit der Stadtmauer Güstrow.

## Geschichte

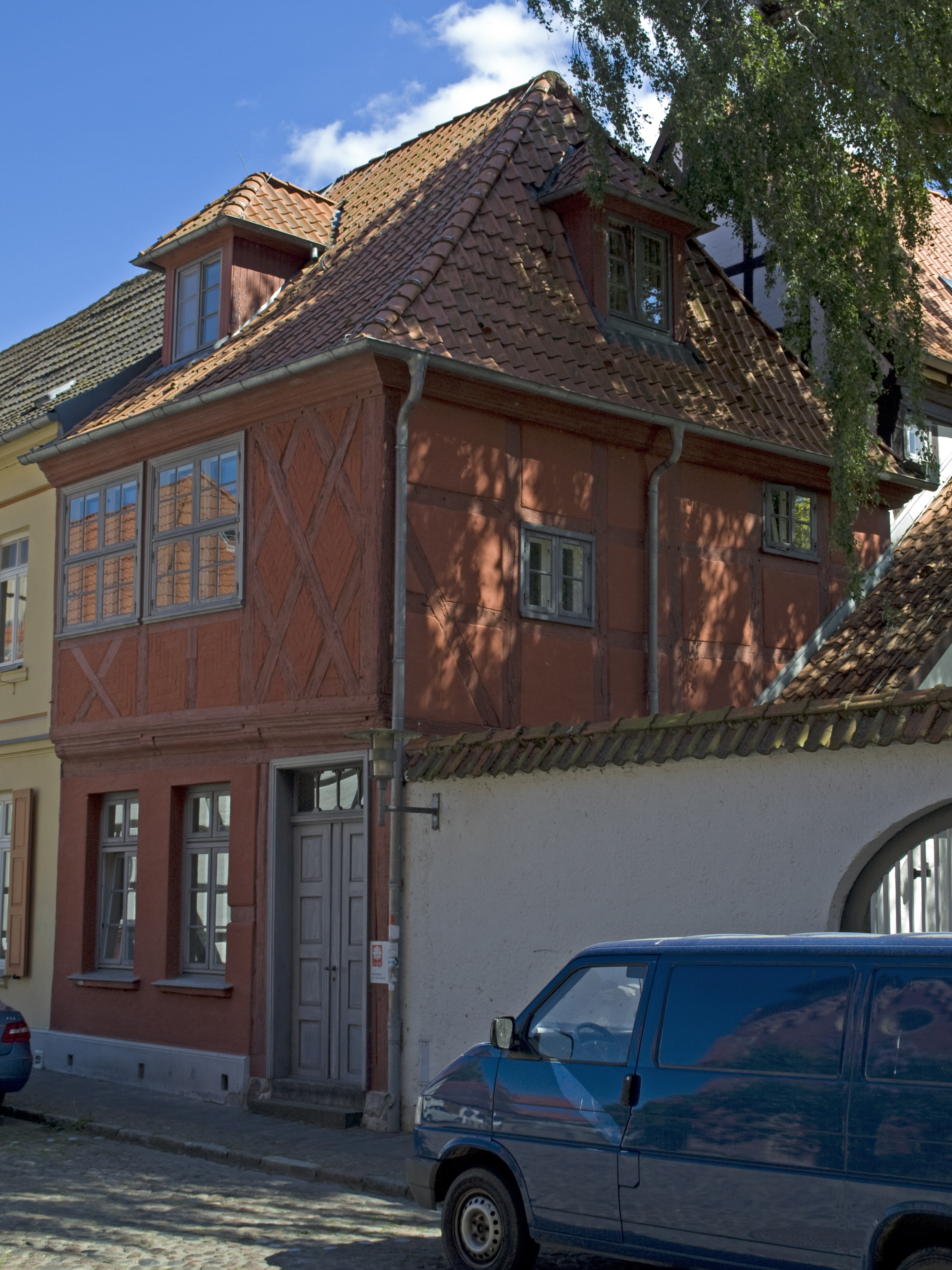
Nr. 2

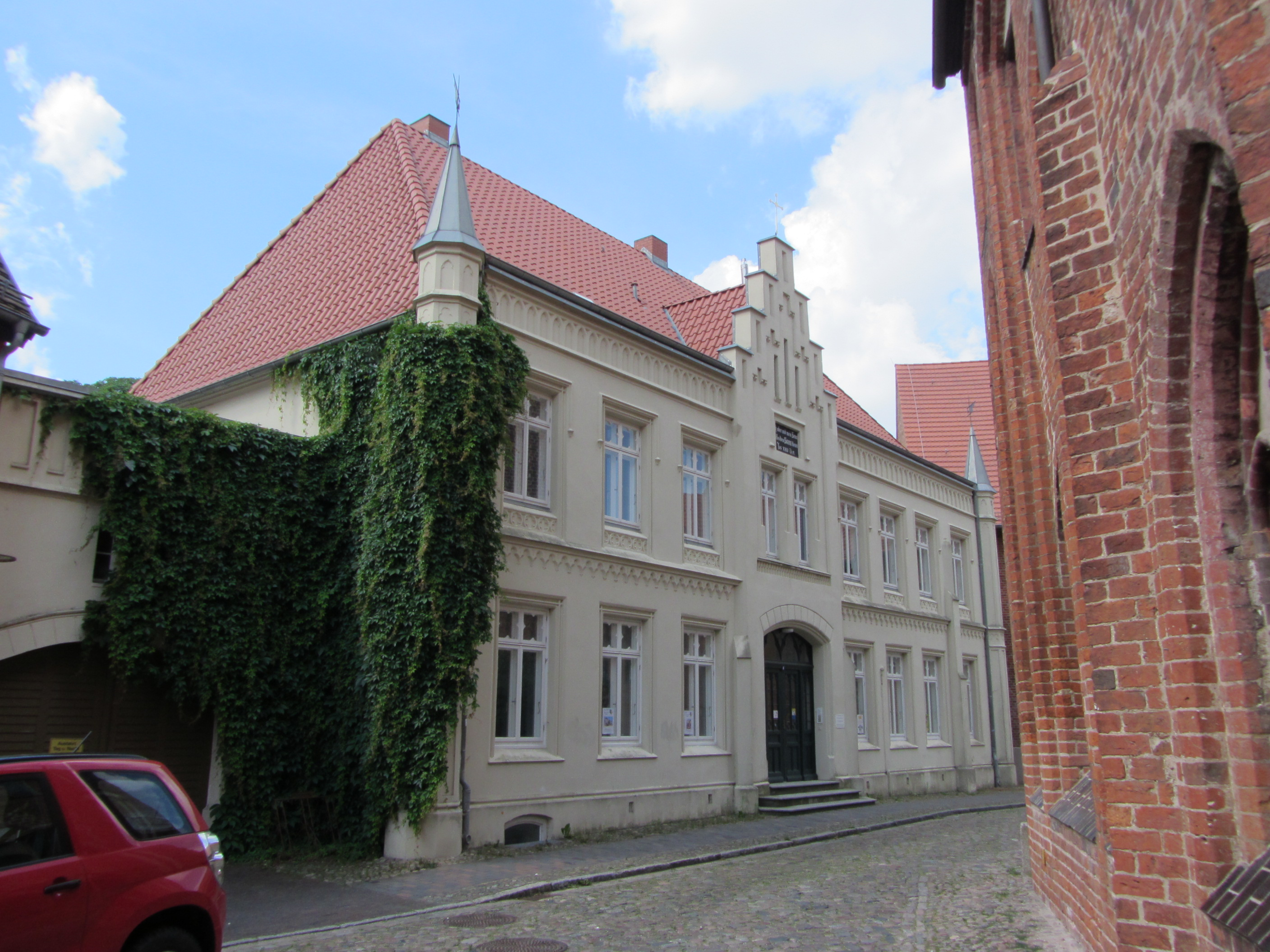
Nr. 6

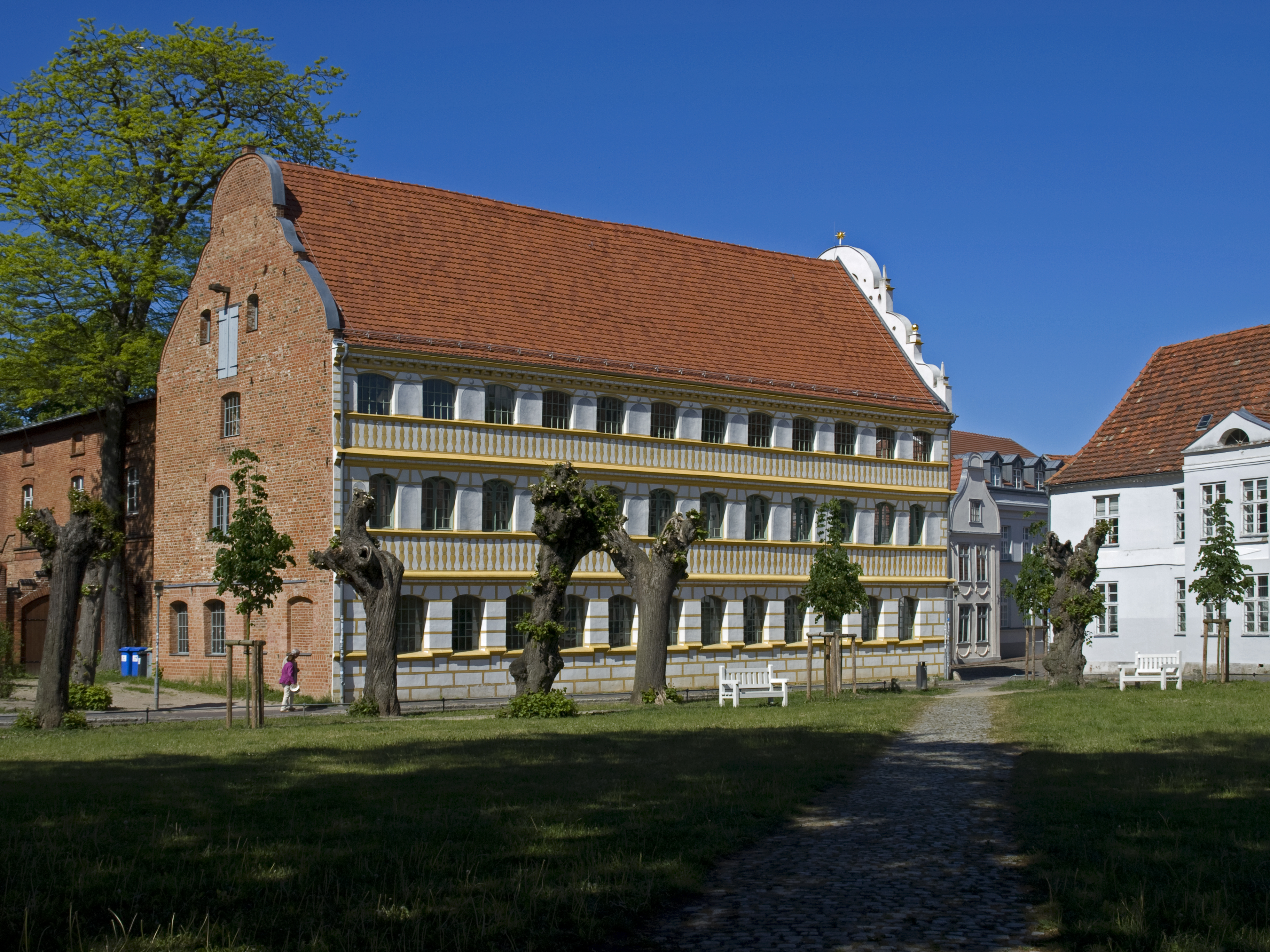
Nr. 14

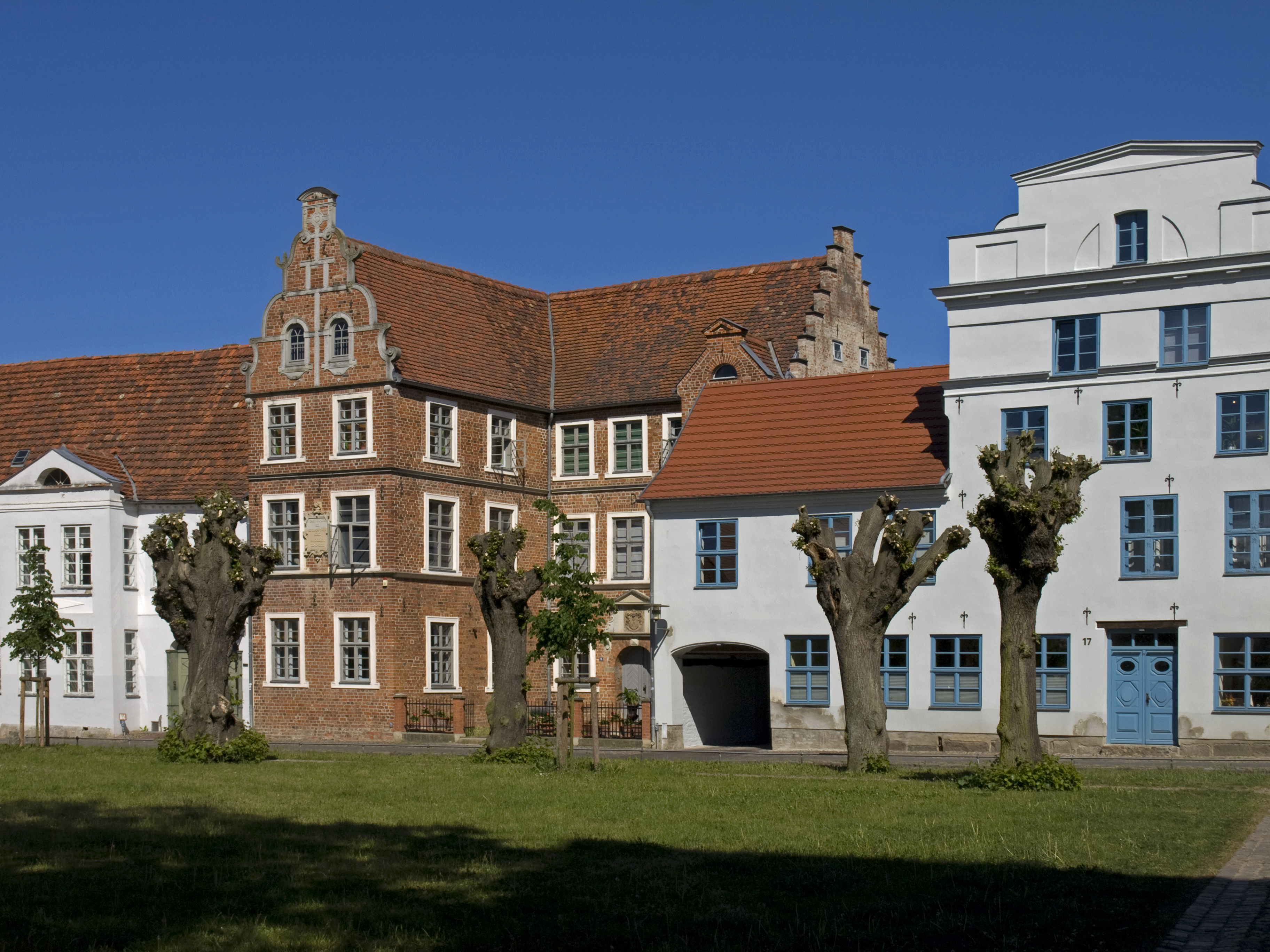
Nr. 16 und 17

Der Platz wurde nach dem mittelalterlichen gotischen Güstrower Dom benannt.
Güstrow besteht seit um 1100 und war von 1229 bis 1436 sowie von 1556 bis 1695 Residenzstadt. Die slawische Burg und Schloss Güstrow prägten den Ort. Nach dem großen Stadtbrand von 1503 wurden viele Häuser neu erbaut.
Der Domplatz umgibt den mittelalterlichen Güstrower Dom. Am Platz entstanden zwei bedeutende Renaissancebauten: die Domschule Güstrow von 1575/79 und das Lühesches Palais von 1583; beide entworfen vom Baumeister Philipp Brandin. Dazu kam im frühen 19. Jahrhundert das klassizistische Haus der Superintendentur.
Ab 1991 wurde die historische Altstadt als früheres Nationales Flächendenkmal und nun Modellstadt der Städtebauförderung saniert. Der Platz wurde 1994/95 nach Plänen von Hinnerk Wehberg (WES, Hamburg) saniert. Nach der Sanierung der Domschule (Nr. 14, 2014) entwickelte sich der Platz mit dem Gymnasium auch zu einem Schulcampus.

## Gebäude, Anlagen (Auswahl)
An der Straße stehen zumeist zwei- bis dreigeschossige Häuser. Die mit (D) gekennzeichneten Häuser stehen unter Denkmalschutz.
- Nr. 1: Güstrower Dom, dreischiffige Pfeilerbasilika der Backsteingotik, zweijochiger rechteckiger Chor mit geradem Abschluss vom dritten Viertel des 13. Jh., dann polygonaler Abschluss bis um 1335, Langhaus mit zwei quadratischen Jochen sowie Querhaus als Kreuzarm, Westturm von 1420, zwei Kapellenreihen vom 14. Jh.[5]
- Nr. 2: 2-gesch. rotes Wohnhaus (D) nach Plänen von Adolf Kegebein, der hier auch wohnte
- Nr. 4: 2-gesch. klassizistisches Fachwerk-Wohnhaus wohl aus dem späten 18. Jh., vorderseitige Putzfassade, rückseitiger Seitenflügel mit sichtbarem Fachwerk, um 1995 saniert
- Nr. 5: 2-gesch. Wohnhaus, um 1995 saniert
- Nr. 6: 2-gesch. klassizistisches Haus der Superintendentur (D), mittiges Giebelrisalit mit Treppengiebel, zwei seitliche Fialen, heute Domgemeindehaus mit Saalanbau
- Nr. 7: früher 2-gesch. Wohnhaus des Schlieffenschen Stifts für alte Damen, 1938 für eine Turnhalle des Gymnasiums abgerissen
- Nr. 8: früher 2-gesch. verklinkertes Wohnhaus, 1938 für eine 2-gesch. Turnhalle des Gymnasiums abgerissen
- Nr. 9: 2-gesch. Fachwerk-Wohnhaus (D) an der kleinen Sackgasse, dem Küsterhören
- Nr. 10: 2-gesch. klassizistisches Logenhaus von 1841, Mezzaningeschoss mit runden Fenstern sowie Kraggesims, Johannisloge Phoebus Apollo von 1805, 1919 saniert, zur Nazizeit von 1935 bis 1945 Haus der HJ und des BDM, zur DDR-Zeit Mädcheninternat der EOS, 1991 Rückübertragung und seit 1996 wieder Logenhaus, seit 2005 Restaurant im EG
- Nr. 12: 2-gesch. Wohnhaus von um 1900, heute mit Amt für Gemeindedienst der Kirche
- Nr. 13: 2-gesch. Wohnhaus von um 1900
- Nr. 14, Ecke Schulstraße: 3-gesch. Domschule Güstrow von 1575/79 aus der Renaissance (D) nach Plänen von Philipp Brandin in Ständerbauweise mit Satteldach; zuvor seit 1236 die alte Stiftsschule für Kleriker, 1553 vereinigt mit der evangelischen Ratsschule, ab 1869 bis 1974 Bürgerschule bzw. Schule, Erweiterungsbau von 1904 mit Schulnutzung bis in die 1990er Jahre, zwischenzeitig Depotnutzung für das Museum, 2003 Fassadensanierung, 2014 saniert als Schulhaus 3 des Gymnasiums[6]
- Nr. 15: 2-gesch. Wohnhaus (D) mit mittigem Giebelrisalit, Stadtpalais der Renaissance im Kern von 1560 mit ehem. hohem Dielengeschoss, 1747 von Johann Georg von Schauenburg umgebaut mit neuer Geschosseinteilung und Beletage sowie barocker Rankenmalerei sowie erhaltenem Mittelkreuz-Blockzargenfenster, um 1800 klassizistische Überformungen und Vorbau zum Domplatz. Um 1995 saniert
- Nr. 16: 3-gesch. Lühesches Palais von 1583 aus der Renaissance für den Hofmarschall Graf Joachim von der Lühe nach Plänen von Philipp Brandin (D), Bau in T-Form mit reich verziertem westlichem Backsteingiebel, 3-gesch. Giebelrisalit und seitl. verputztem Giebel; 1629 Wallensteins Justizkanzlei, 1708 bis 1816 Sitz des Hof- und Landgerichts, 1839 bis 1909 Bürgerschule, 1909 bis 1923 Kunst- und Altertumsmuseum, 1923 bis 1991 Schule, ab 1995 saniert nach Plänen von Andreas Langkau, seit 2001 Galerie und Atelierhaus[7]
- Nr. 17: 4-gesch. Wohnhaus (D), gestufter massiver Giebel, Seitenwände in Fachwerk
- Nr. 18: 
  - 1-gesch. saniertes Hintergebäude mit Fachwerk (D),
  - davor stand ein 2004 durch Brandstiftung zerstörtes  3-gesch. Wohnhaus aus der Renaissance
  - 4-gesch. Wohnhaus von 2018 nach Plänen von Kruse & Fliege (Güstrow) für die  Wohnungsgesellschaft Güstrow (WGG) mit gerundetem Tonnendach
- Am Wall Nr. 6: 3- und 4-gesch. historisierendes Realgymnasium für Jungen von 1906 (D) mit drei prägenden Giebelrisaliten; ab 1934 John-Brinckman-Gymnasium benannt nach dem Heimatdichter, 1946 John-Brinckman-Oberschule für Jungen und Mädchen, ab Ende der 1960er Jahre Erweiterte Oberschule (EOS), ab 1991 wieder John-Brinckman-Gymnasium

### Denkmale
- 2007: Portraitstele von Wieland Förster für den Schriftsteller Uwe Johnson

## Literatur

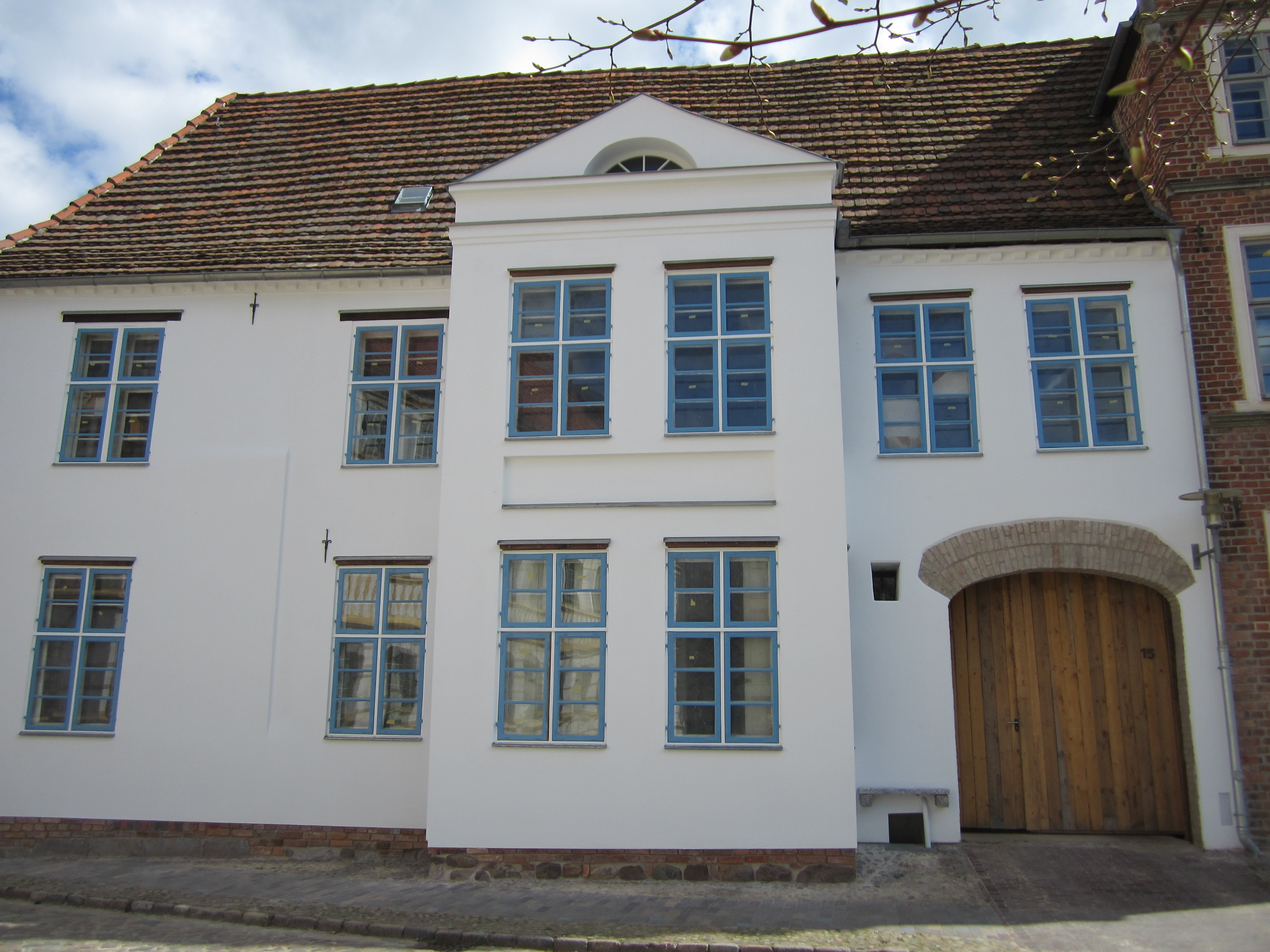
Nr. 15
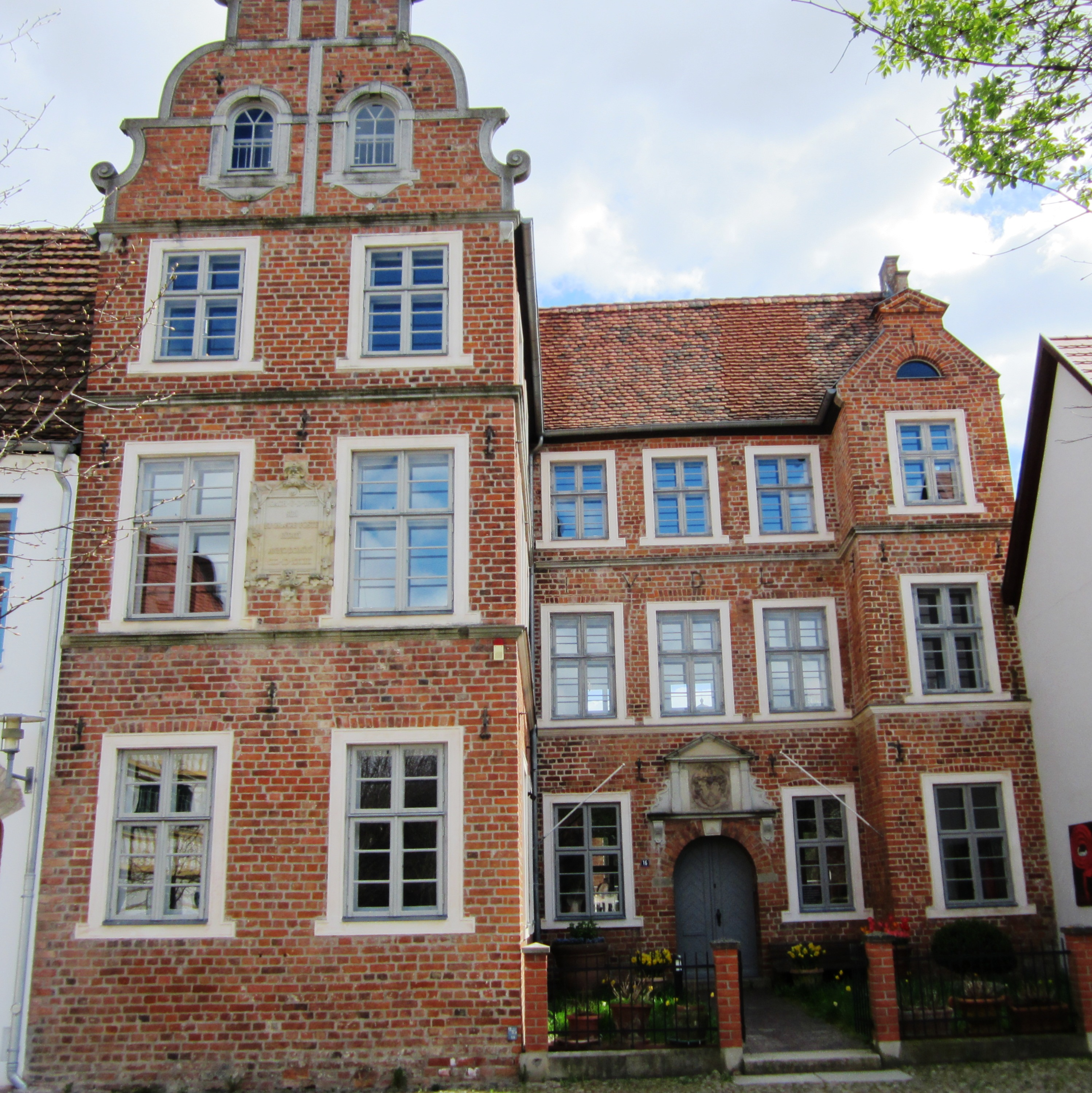
Nr. 16
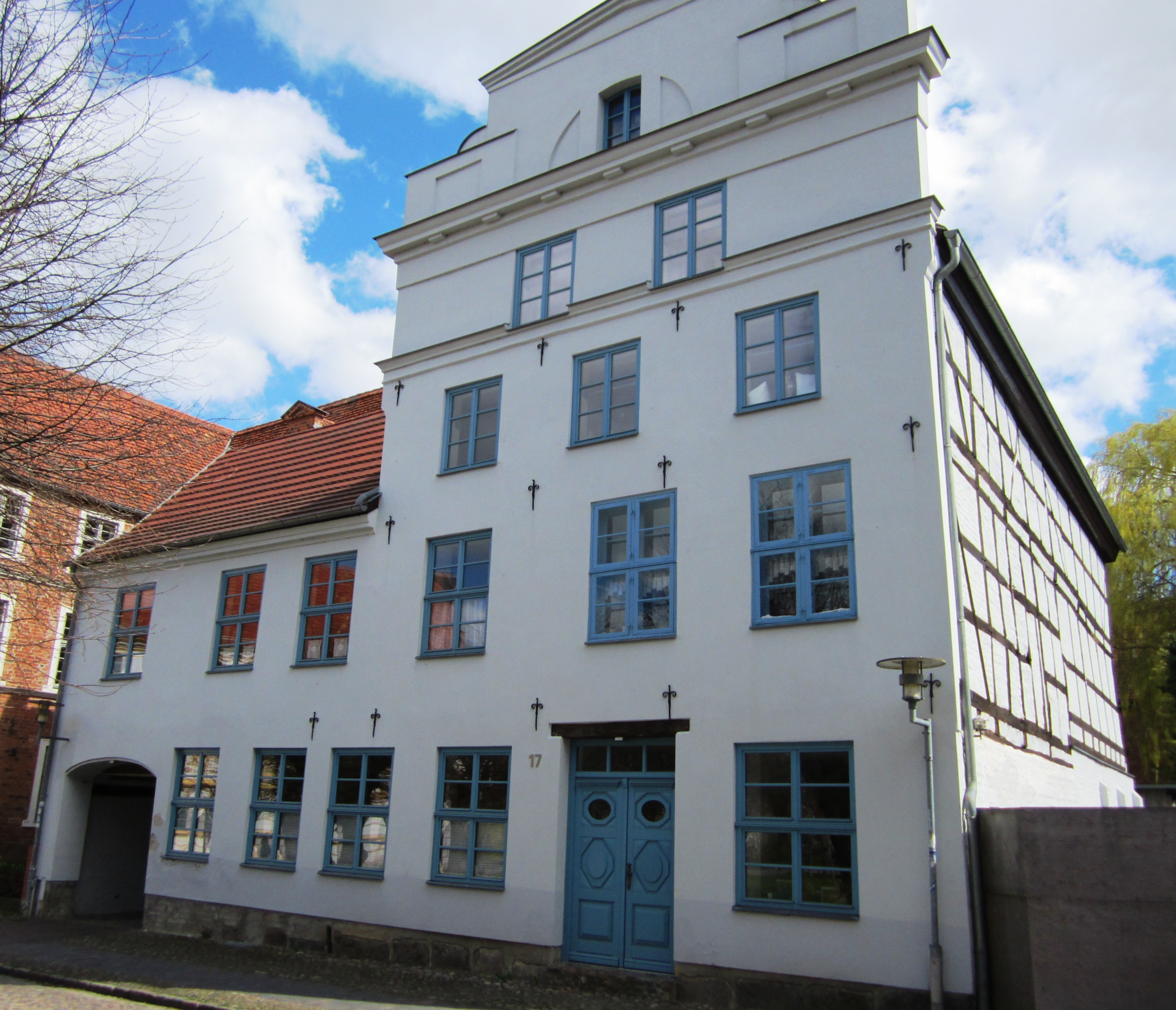
Nr. 17
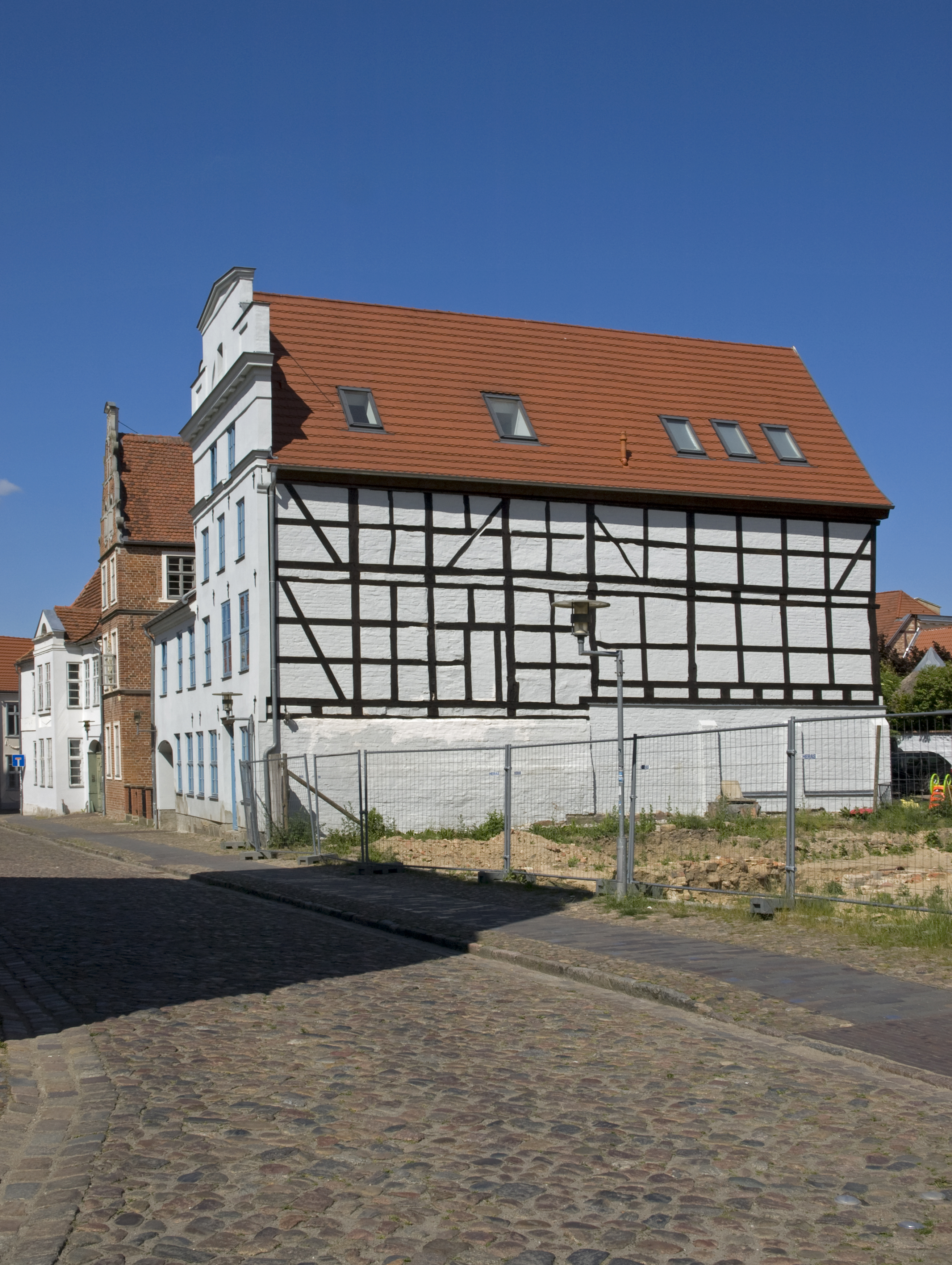
Nr. 17
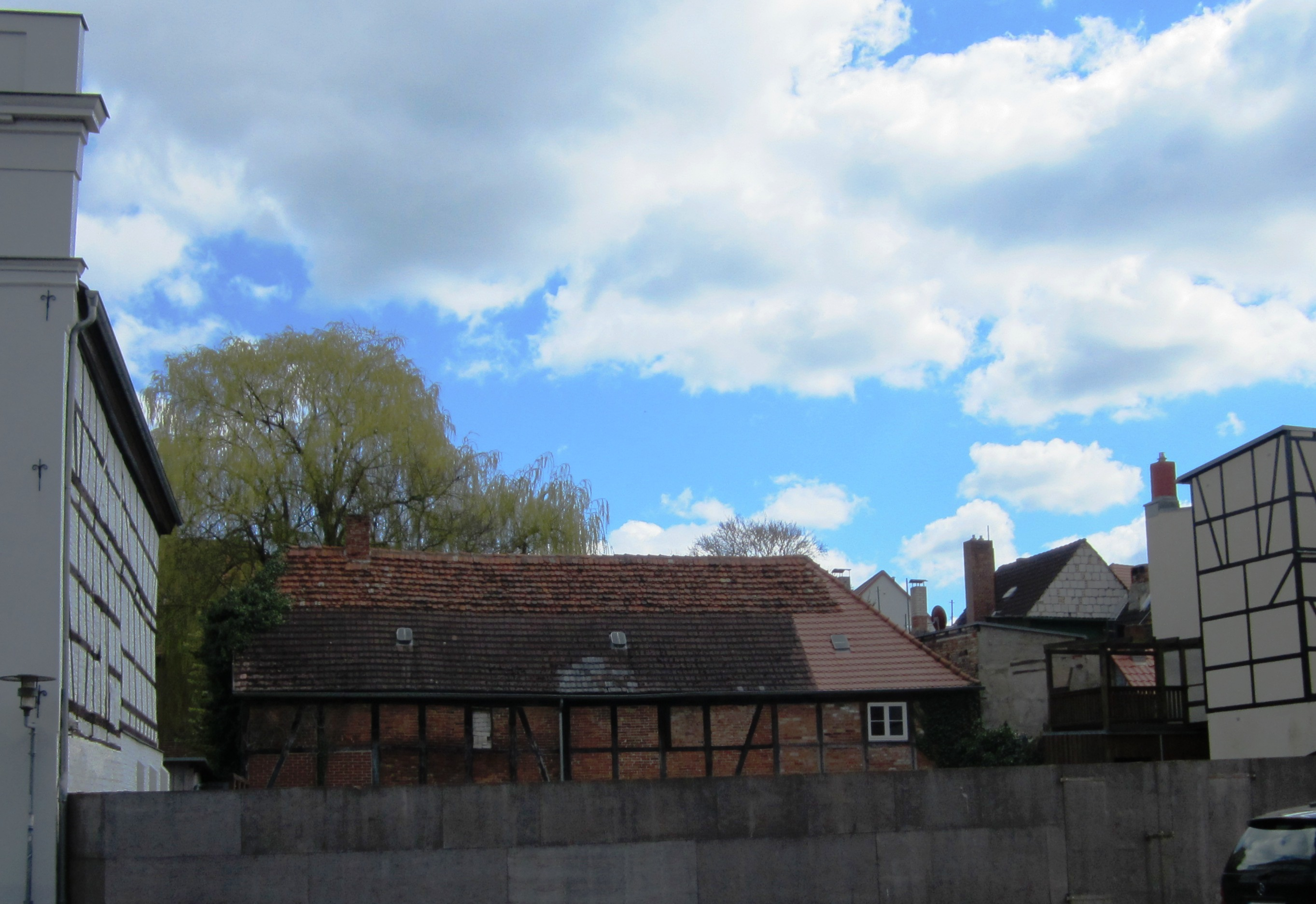
Nr. 18
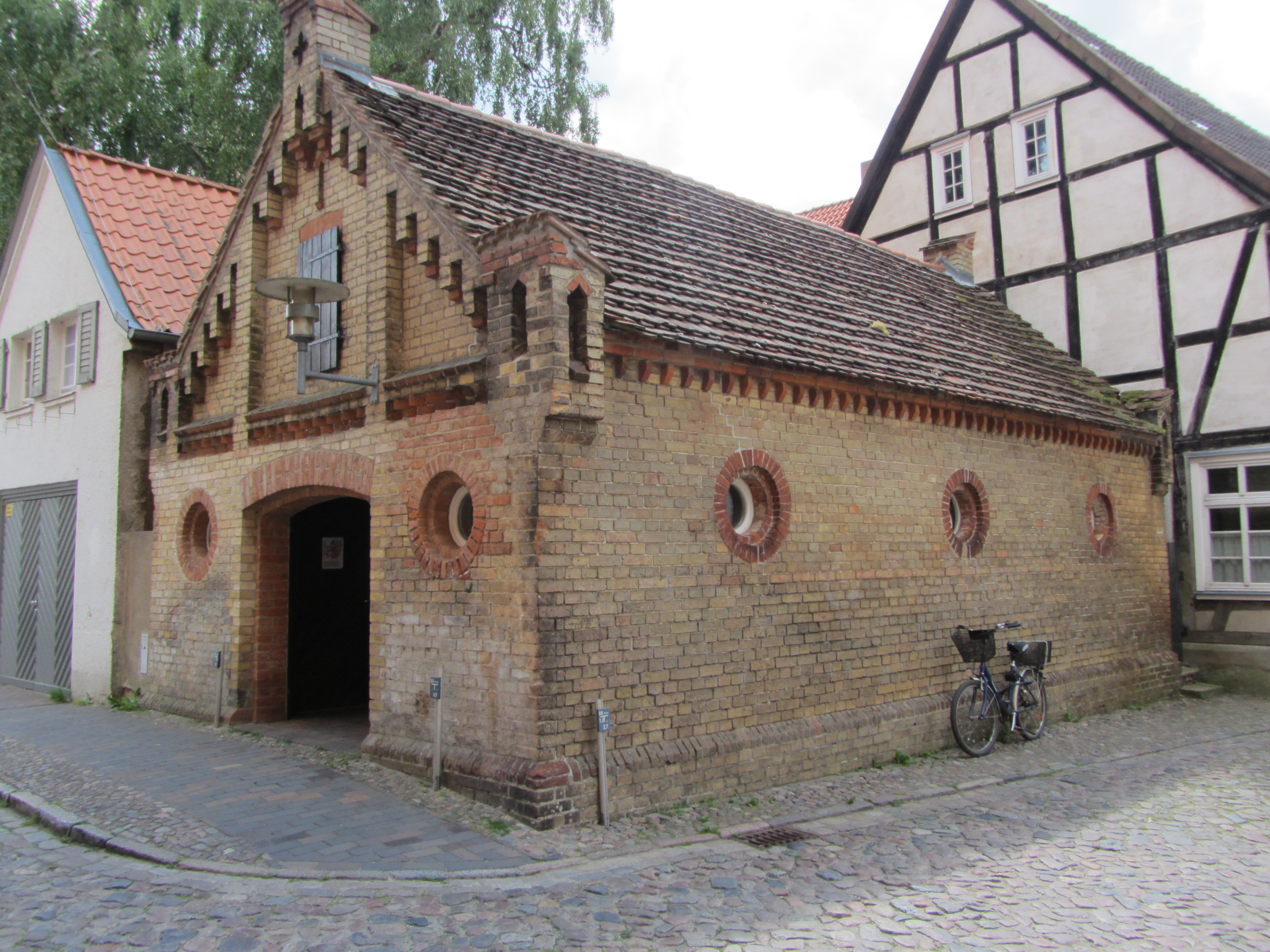